# Økonomiske krise i 1873
Den økonomiske krise i 1873 var indledningen på en kriseperiode i USA og Europa. Den varede i USA frem til 1879. Den blev udløst af konkursen i bankfirmaet Jay Cooke & Company den 18. september 1873. Krisen var en i en række af tilbagevendende økonomiske kriser i 1800-tallet og begyndelsen af 1900-tallet.

## Krisen i USA

### Årsager
Den amerikanske borgerkrig blev fulgt af et boom i jernbanebyggeriet. Der blev etableret 56.000 km nye jernbanelinjer i USA mellem 1866 og 1873. En stor del af jernbaneinvesteringerne blev gennemført fordi den amerikanske stat tildelte jernbaneselskaberne store landområder og subsidier i forbindelse med byggeriet af jernbaner. I denne periode var jernbanerne landets næststørste arbejdsgiver, kun overgået af landbruget. Jernbanebyggeriet involverede store investeringer og risici. Store pengebeløb fra spekulanter førte til en abnorm vækst i jernbanerne samtidig med at der blev bygget for store havne, fabrikker og hjælpefaciliteter. Samtidig blev alt for megen kapital investeret i projekter, som ikke straks eller hurtigt ville give overskud.
Allerede da Union Pacific og Central Pacific jernbanerne mødtes fra øst og vest i maj 1869 ved Promontory Summit, Utah, og dermed skabte den første transamerikanske jernbane fra øst til vest, kunne man spore de første rystelser på aktiemarkedet i den såkaldte "Sorte fredag", som var udløst af en storstilet spekulation i guld af Jay Gould og James Fisk. De blev forhindret i deres forsøg på at presse guldprisen i vejret af præsident Ulysses S. Grant, som satte statsligt guld til salg. Det efterfølgende kollaps i guldprisen kulminerede i en panik, som førte til at tusinder af spekulanter blev ruineret. Der var stor vrede mod de skyldige.
Den amerikanske møntlov af 1873 ændrede den amerikanske stats politik vedrørende sølv. Inden lovens vedtagelse havde den amerikanske valuta været baseret på både sølv og guld, og den udmøntede begge typer mønter. Loven betød, at USA "de facto" indførte en guldstandard, hvilket betød, at den ikke længere ville købe sølv til en fast pris eller omsmelte sølv fra borgerne til mønter (om end man fortsatte med at udmønte sølvdollars)
Loven havde den øjeblikkelige virkning, at prisen på sølv faldt. Det gik ud over mineselskaber i det vestlige USA, som gav loven betegnelsen "The Crime of '73." Virkningen af loven blev til dels opvejet af indførelsen af en handelsdollar i sølv, til brug i Orienten og opdagelsen af nye sølvlejer ved Virginia City, Nevada, hvilket førte til nye investeringer i mineaktiviteter. Møntloven begrænsede imidlertid også den indenlandske pengeforsyning, hvilket gik ud over landmænd og andre som havde stor gæld. Det heraf følgende ramaskrig satte alvorligt spørgsmålstegn ved hvor længe den nye politik kunne opretholdes. Denne følelse af ustabilitet i USA's pengepolitik fik investorer til at holde sig tilbage fra at investere i langfristede obligationer. Problemet blev forøget af at jernbane-boomet var ved at være ovre.
I september 1873 kom den amerikanske økonomi i krisen. Den kom efter en periode med opskruet økonomisk vækst efter den amerikanske borgerkrig som følge af investeringer i nye jernbaner. Krisen kom som afslutning på en række økonomiske tilbageslag: Den sorte fredag i 1869, den store brand i Chicago i 1871, udbruddet af hesteinfluenza i 1872 og møntloven i 1873.

#### Jay Cooke & Company går fallit
I september 1873 lykkedes det ikke for Jay Cooke & Company, en vigtig del af det amerikanske banksystem, at sælge Northern Pacific Railway obligationer for adskillige millioner dollars. Banken havde i lighed med mange andre investeret kraftigt i jernbanerne. På et tidspunkt, hvor investeringsbanker savnede kapital gjorde præsident Ulysses S. Grants beslutning om at stramme pengepolitikken tingene værre for de som havde gæld. Samtidig med at erhvervslivet udvidede blev pengene, som de skulle bruge til at finansiere væksten, stadig mere sparsomme.
Cooke og andre havde planlagt at bygge USA's anden transnationale jernbane – under navnet Northern Pacific Railway. Cookes firma skaffede pengene, og jernbanen blev påbegyndt ved Duluth, Minnesota den 15. februar 1870. Netop som Cooke var på vej til at få et regeringslån på 300 mio. dollar i september 1873 begyndte det at svirre med rygter om at selskabet var i vanskeligheder. Den 18. september erklærede selskabet sig konkurs. Northern Pacific blev først bygget færdig i 1883, og da med en anden financier: Henry Villard.

### Virkninger
Konkursen i Jay Cookes bank, som hurtigt blev fulgt af Henry Clews konkurs, udløste en kædereaktion af bankkonkurser og førte til en midlertidig lukning af aktiebørsen i New York. Fabrikker begyndte at afskedige folk, og USAs økonomi kom i krise. Virkningen af panikken mærkedes hurtigt i New York mens det varede længere inden den nåede til Chicago, Virginia City og San Francisco.
Aktiebørsen i New York holdt lukket i 10 dage fra den 20. september. Ud af landets 364 jernbaneselskaber gik 89 fallit. I alt gik 18.000 virksomheder fallit mellem 1873 og 1875.
Arbejdsløsheden nåede op på 14 % i 1876. Byggeriet gik i stå, lønningerne faldt, ejendomsværdierne faldt og virksomhedernes overskud forsvandt.
Lønreduktioner og dårlige arbejdsbetingelser blandt amerikanske jernbanearbejdere førte til den store jernbanestrejke i 1877, som forhindrede togene i at køre, især i Pennsylvania og i det store jernbaneknudepunkt Chicago. Præsident Rutherford B. Hayes indsatte soldater i et forsøg på at afslutte strejkerne. Kampe mellem strejkende og tropper førte til over 100 døde og mange flere sårede. Yderligere vanskeligheder opstod i juli 1877, hvor markedet for tømmer brød sammen, hvilket førte til at adskillige førende tømmerkoncerner i Michigan gik fallit. Virkningerne af den efterfølgende anden økonomiske nedgang nåede Californien i 1878.
Spændingerne mellem arbejdere og lederne af bankerne og fabrikkerne fortsatte længe efter at den økonomiske lavkonjunktur klingede af i foråret 1879 og slutningen af krisen faldt sammen med indledningen på den store immigrationsbølge til USA, som varede indtil begyndelsen af 1920'erne.
Dårlige økonomiske forhold fik vælgerne til at vende sig bort fra det Republikanske parti. Ved kongresvalget i 1874 fik Demokraterne flertal i Repræsentanternes Hus. Folkeopinionen gjorde de på dette tidspunkt svært for præsident Grant og hans regering at føre en sammenhængende politik overfor Sydstaterne. Nordstaterne begyndte at opgive Rekonstruktionspolitikken.
I takt med at sydlige stater blev overtaget af Demokraterne kunne de sorte amerikanere ikke længere forfølge en aktiv reformpolitik. Nedskæringer var en almindeligt anvendt løsning i Syden for at holde igen på statens gældsætning. Når der blev skåret ned gik det ofte ud over undervisningen, selv om den havde stor betydning for give de sortes muligheder for at bedre fremtid. Til sidst førte valget af den republikanske kandidat Rutherford B. Hayes til præsident ved det omstridte valg i 1876 til afslutningen på Rekonstruktionsperioden i marts 1877.

## Krisen i Tyskland og Østrig
En tilsvarende overophedning af økonomien foregik i Tyskland og Østrig, hvor perioden fra Tysklands samling i 1870-1871 til 1873 blev kaldt grundlæggerårende – Gründerjahre. En liberaliseret aktieselskabslov i Tyskland førte til grundlæggelse af nye virksomheder, såsom Deutsche Bank, og mange eksisterende virksomheder blev omdannet til aktieselskaber. Eufori over den militære sejr over Frankrig i 1871 sammenkædet med store franske krigsskadeserstatninger, tilskyndede aktiemarkedet til at spekulere i jernbaner, fabrikker, havne, dampskibe – kort sagt de samme erhverv som overekspanderede i USA. Umiddelbart efter Bismarcks sejr over Frankrig indledte han den tyske overgang til guldfod. Møntreformen indledtes den 23. november 1871 og kulminerede med indførelsen af guldmarken den 9. juli 1873 som valutaen for det nye forenede tyske rige, der skulle træde i stedet for sølvmønterne i de tyske stater. Hermed var Tyskland skiftet til guldstandarden. Opgivelsen af sølvet var derfor et fælles element i krisen på begge sider af Atlanterhavet.
Den 9. maj 1873, brød markedet på børsen i Wien sammen, ude af stand til at opretholde en falsk vækst, insolvens og uærlige manipulationer. En række banker i Wien gik konkurs, hvilket førte til at der blev færre penge erhvervslivet kunne låne. I Berlin brød Bethel Henry Strousbergs jernbaneimperium sammen, og punkterede spekulationsboblen der. Nedgangen i den tyske økonomi blev forværret af at betalingerne af krigsskadeserstatninger blev afsluttet i september 1873. Da den indtraf to år efter grundlæggelsen af det Tyske kejserrige, blev krisen i Tyskland kendt som Gründerkrach.
Genopretningen af økonomien gik meget hurtigere i Europa end i Amerika. Hertil kom, at tyske virksomheder undgik de voldsomme lønnedgange, som ødelagde forholdet mellem arbejdere og arbejdsgivere i USA. Der var en racemæssig vinkel på den økonomiske genopretning i Tyskland og Østrig, da småinvestorer ganske irrationelt gjorde jøderne ansvarlige for deres tab ved sammenbruddet.
Den tyske rigskansler Otto von Bismarck skiftede gradvis væk fra en liberal økonomisk politik i 1870'erne, og endte med at støtte en helt igennem konservativ politik, herunder toldbeskyttelse i 1879.

## Krisen i Danmark
Den økonomiske krise i 1873 ramte også Danmark. I samtiden hævdede nogle iagttagere at krisen i Danmark skyldtes ændringer på udbudssiden. Den store vækst i kornproduktionen i USA og Rusland, effektiviseringen af landbruget og industrialiseringen i Vesteuropa samt den generelle forbedring af transportmidlerne førte til en stor vækst i udbuddet af varer. Andre iagttagere mente, at prisfaldene skyldtes faldet i guldproduktionen og stadig flere landes overgang til guldfod. . Nyere forskning tyder imidlertid på at problemet var mere komplekst og at krisen skyldtes en lang række faktorer. .
Det var i første omgang landbruget, som blev ramt af krisen. Forbedrede transportmidler gjorde det billigt at fragte amerikansk korn til Europa, og samtidig betød arbejdsbesparende rationaliseringer i det amerikanske landbrug, at priserne på korn faldt drastisk. I England førte det til et kraftigt fald i kornproduktionen, og de herved frigjorte arealer blev i stedet omlagt til græsning for kød- og malkekvæg samt får. .
Frem til 1883 håbede man i dansk landbrug fortsat på at kornpriserne ville rette sig, så det igen kunne blive rentabelt at sælge korn. Da dette håb måtte opgives gennemførtes der i perioden 1883-1889 en hurtig omstilling af dansk landbrug i retning af en kraftig forøgelse af mælke- og svineproduktionen og Danmark blev nettoimportør af korn og foderstoffer. Det var i denne periode andelsbevægelsen for alvor slog igennem..
Den ikke særlig store danske industri blev ramt af den økonomiske krise i 1873 på linje med industrien i resten af Europa.. Det varede indtil 1885 inden beskæftigelsen i industrien igen begyndte at vokse, og den nød da godt af, at omstillingerne i landbruget havde frigjort arbejdskraft til beskæftigelse i industrien.